# Lettország miniszterelnökeinek listája
Ez a szócikk Lettország miniszterelnökeit mutatja be. Lettországban 1993. július 6. óta létezik hivatalosan miniszterelnöki tisztség, előtte a Minisztertanács elnökének hívták a kormányfőt. A miniszterelnököt a köztársasági elnök szokta kinevezni Lettország parlamentje, a Saeima jóváhagyásával.

## Első Lett Köztársaság (1918–1940)
| Név (született–meghalt)              | Portré | Hivatali idő       | Hivatali idő        | Párt                             | Megjegyzés                                                                 |
| Név (született–meghalt)              | Portré | Hivatalba lépett   | Hivatal vége        | Párt                             | Megjegyzés                                                                 |
| ------------------------------------ | ------ | ------------------ | ------------------- | -------------------------------- | -------------------------------------------------------------------------- |
| Kārlis Ulmanis (1877–1942)           |        | 1918. november 18. | 1919. június 18.    | Lett Gazdák Szövetsége           |                                                                            |
| Zigfrīds Anna Meierovics (1887–1925) |        | 1921. június 19.   | 1923. január 26.    | Lett Gazdák Szövetsége           |                                                                            |
| Jānis Pauļuks (1865–1937)            |        | 1923. január 27.   | 1923. június 27.    | független                        |                                                                            |
| Zigfrīds Anna Meierovics (1887–1925) |        | 1923. június 28.   | 1924. január 26.    | Lett Gazdák Szövetsége           | Második alkalommal miniszterelnők                                          |
| Voldemārs Zāmuēls (1872–1948)        |        | 1924. január 27.   | 1924. december 18.  | független                        |                                                                            |
| Hugo Celmiņš (1877–1941)             |        | 1924. december 19. | 1925. december 23.  | Lett Gazdák Szövetsége           |                                                                            |
| Kārlis Ulmanis (1877–1942)           |        | 1925. december 24. | 1926. május 6.      | Lett Gazdák Szövetsége           | Második alkalommal miniszterelnök.                                         |
| Arturs Alberings (1877–1934)         |        | 1926. május 7.     | 1926. december 18.  | Lett Gazdák Szövetsége           |                                                                            |
| Marģers Skujenieks (1886–1941)       |        | 1926. december 19. | 1928. január 23.    | Szociáldemokrata Szövetség       |                                                                            |
| Pēteris Juraševskis (1872–1945)      |        | 1928. január 24.   | 1928. november 30.  | Demokratikus Közép               |                                                                            |
| Hugo Celmiņš (1877–1941)             |        | 1928. december 1.  | 1931. március 26.   | Lett Gazdák Szövetsége           | Második alkalommal miniszterelnök.                                         |
| Kārlis Ulmanis (1877–1942)           |        | 1931. március 27.  | 1931. december 5.   | Lett Gazdák Szövetsége           | Harmadik alkalommal miniszterelnök.                                        |
| Marģers Skujenieks (1886–1941)       |        | 1931. december 6.  | 1933. március 23.   | Új Gazdák Progresszív Egyesülete | Második alkalommal miniszterelnök                                          |
| Ādolfs Bļodnieks (1889–1962)         |        | 1933. március 24.  | 1934. március 16.   | Új Gazdák Pártja                 |                                                                            |
| Kārlis Ulmanis (1877–1942)           |        | 1934. március 17.  | 1940. június 19.    | Lett Gazdák Szövetsége           | Negyedik alkalommal miniszterelnök. 1936-tól köztársasági elnök is egyben. |
| Augusts Kirhenšteins (1872–1963)     |        | 1940. június 20.   | 1940. augusztus 25. | Lett Kommunista Párt             |                                                                            |

## Második Lett Köztársaság (1990–jelen)
| Név (született–meghalt)         | Portré | Hivatali idő         | Hivatali idő         | Párt                    | Megjegyzés                         |
| Név (született–meghalt)         | Portré | Hivatalba lépett     | Hivatal vége         | Párt                    | Megjegyzés                         |
| ------------------------------- | ------ | -------------------- | -------------------- | ----------------------- | ---------------------------------- |
| Ivars Godmanis (1951–)          |        | 1990. május 7.       | 1993. augusztus 3.   | Lett Népfront           |                                    |
| Valdis Birkavs (1942–)          |        | 1993. augusztus 3.   | 1994. szeptember 15. | Lett Út                 |                                    |
| Māris Gailis (1951–)            |        | 1994. szeptember 15. | 1995. december 21.   | Lett Út                 |                                    |
| Andris Šķēle (1958–)            |        | 1995. december 21.   | 1997. augusztus 7.   | független               |                                    |
| Guntars Krasts (1957–)          |        | 1997. augusztus 7.   | 1998. november 26.   | Hazáért és Szabadságért |                                    |
| Vilis Krištopans (1954–)        |        | 1998. november 26.   | 1999. július 16.     | Lett Út                 |                                    |
| Andris Šķēle (1958–)            |        | 1999. július 16.     | 2000. május 5.       | Néppárt                 | Második alkalommal miniszterelnök. |
| Andris Bērziņš (1951–)          |        | 2000. május 5.       | 2002. november 7.    | Lett Út                 |                                    |
| Einars Repše (1961–)            |        | 2002. november 7.    | 2004. március 9.     | Új Korszak Párt         |                                    |
| Indulis Emsis (1952–)           |        | 2004. március 9.     | 2004. december 2.    | Lett Zöld Párt          |                                    |
| Aigars Kalvītis (1966–)         |        | 2004. december 2.    | 2007. december 20.   | Néppárt                 |                                    |
| Ivars Godmanis (1951–)          |        | 2007. december 20.   | 2009. március 12.    | Lett Út                 | Második alkalommal miniszterelnök. |
| Valdis Dombrovskis (1971–)      |        | 2009. március 12.    | 2014. január 22.     | Egység                  |                                    |
| Laimdota Straujuma (1951–)      |        | 2014. január 22.     | 2016. február 11.    | Egység                  |                                    |
| Māris Kučinskis (1961–)         |        | 2016. február 11.    | 2019. január 23.     | Liepāja Párt            |                                    |
| Arturs Krišjānis Kariņš (1964–) |        | 2019. január 23.     | 2023. szeptember 15. | Egység                  |                                    |
| Evika Siliņa (1975–)            |        | 2023. szeptember 15. | Hivatalban           | Egység                  |                                    |

## Külső hivatkozások
- Lettország miniszterelnökeinek hivatalos listája